# Croad Langshan
A croad langschan egy 1872-ben Kínából Angliába importált tyúkfajta. 

## Fajtatörténet
1880-ra a fajta már elérte Németországot. Tenyésztésük mégis háttérbe szorult és csak a II. világháború után kezdték el felkarolni a fajtát. 

## Fajtabélyegek, színváltozatok
Háta lapított, rövid, széles, csak kissé kerekedik. Farktollai hosszúak, nagyok, telt farktollazat. Melltájék magasan tartott, széles, jól lekerekített. Szárnyak szorosan testhez tartottak. Feje közepes nagyságú, igen széles. Arca piros, szemek nagyok, fekete-barnák. Csőr erős, görbült. Taraja egyszerű, közepes méretű, 5 fogazattal. Füllebenyek keskenyek, pirosak. Nyaka hosszú, enyhén görbült. Csüd hosszú, erős, tollazott, ujjak kevésbé tollasak.  
Színváltozatok: Fekete, fehér.

## Tulajdonságok
Koraérettség jellemzi, hamar ivarérett, jó hús és tojáshozamú. 
| Általános tulajdonságok: | Általános tulajdonságok:          |
| ------------------------ | --------------------------------- |
| Súlya                    | kakas 4 - 4,5 kg, tojó 3 - 3,5 kg |
| Gyűrűmérete              | kakas 24, tojó 22                 |
| Tenyésztojás tömege      | 58 g                              |
| Tojáshéj színe           | sötétbarna                        |
| Éves tojáshozama         | 160 db                            |